# Gran Premio de Venezuela de Motociclismo
El Gran Premio de Venezuela de Motociclismo fue un evento de motociclismo de velocidad que formó parte del Campeonato del Mundo de Motociclismo. Se llevó a cabo en tres temporadas, el tercer domingo de marzo entre 1977 y 1979. El Autódromo Internacional de San Carlos albergó el evento en las tres ocasiones.

## Ganadores

### Ganadores múltiples (pilotos)
| # Victorias | Piloto             | Victorias | Victorias        |
| # Victorias | Piloto             | Categoría | Años ganador     |
| ----------- | ------------------ | --------- | ---------------- |
| 3           | Barry Sheene       | 500cc     | 1977, 1978, 1979 |
| 2           | Walter Villa       | 250cc     | 1977, 1979       |
| 2           | Ángel Nieto        | 125cc     | 1977, 1979       |
| 1           | Johnny Cecotto     | 350cc     | 1977             |
| 1           | Takazumi Katayama  | 350cc     | 1978             |
| 1           | Carlos Lavado      | 350cc     | 1979             |
| 1           | Kenny Roberts      | 250cc     | 1978             |
| 1           | Pier Paolo Bianchi | 125cc     | 1978             |

### Ganadores múltiples (constructores)
| # Victorias | Constructor     | Victorias | Victorias        |
| # Victorias | Constructor     | Categoría | Años ganador     |
| ----------- | --------------- | --------- | ---------------- |
| 5           | Yamaha          | 350cc     | 1977, 1978, 1979 |
| 5           | Yamaha          | 250cc     | 1978, 1979       |
| 3           | Suzuki          | 500 cc    | 1977, 1979, 1979 |
| 2           | Minarelli       | 125cc     | 1978, 1979       |
| 1           | Harley Davidson | 250cc     | 1977             |
| 1           | Bultaco         | 125cc     | 1977             |

### Ganadores múltiples (países)
| # Victorias | Países         | Victorias | Victorias        |
| # Victorias | Países         | Categoría | Años ganador     |
| ----------- | -------------- | --------- | ---------------- |
| 3           | Reino Unido    | 500 cc    | 1977, 1979, 1979 |
| 3           | Italia         | 250cc     | 1977, 1979       |
| 3           | Italia         | 125cc     | 1978             |
| 2           | Venezuela      | 350cc     | 1977, 1979       |
| 2           | España         | 125cc     | 1977, 1979       |
| 1           | Japón          | 350cc     | 1978             |
| 1           | Estados Unidos | 250cc     | 1978             |

### Por año
| Año  | 125cc / Moto3                  | 250cc / Moto2                  | 350cc                      | 500cc / MotoGP        |
| ---- | ------------------------------ | ------------------------------ | -------------------------- | --------------------- |
| 1977 | Ángel Nieto (Bultaco)          | Walter Villa (Harley Davidson) | Johnny Cecotto (Yamaha)    | Barry Sheene (Suzuki) |
| 1978 | Pier Paolo Bianchi (Minarelli) | Kenny Roberts (Yamaha)         | Takazumi Katayama (Yamaha) | Barry Sheene (Suzuki) |
| 1979 | Ángel Nieto (Minarelli)        | Walter Villa (Yamaha)          | Carlos Lavado (Yamaha)     | Barry Sheene (Suzuki) |